# نجم الدين عمر النسفي

كتاب العقائد النسفية مع شرحها للعلامة سعد الدين التفتازاني.

أبو حفص، عمر بن محمد بن أحمد بن إسماعيل بن لقمان الحنفي النَّسَفِيُّ ثم السمرقندي. لقبه نجم الدين، وكان يلقب بـ«مفتي الثقلين» أيضاً (461 ـ 537 هـ/1068ـ 1142م) فقيه عالم في أصول العقيدة. وهو صاحب العقيدة النَّسَفِيَّةِ.

## حياته
ولد بمدينة نسف وهي بين جيحون وسمرقند، ونشأ فيها، ثم رحل في طلب العلم، فزار بغداد، ومنها إلى مكة، والتقى فيها جار الله الزمخشري (ت538هـ) صاحب التفسير المشهور «الكشاف»، وتلقى علومه على كثير من مشايخ عصره، فنقل عنه أنه قال: «شيوخي خمس مئة وخمسون رجلاً». ويذكر المترجمون أن له كتاباً سمّاه «تعداد شيوخ عمر» جمع فيه أسماء شيوخه.
ومن أشهر أولئك الذين أخذ عنهم وتتلمذ على أيديهم أبو محمد إسماعيل بن محمد النوحي، وأبو علي الحسن بن عبد الملك القاضي، وعبد الله بن علي بن عيسى النسفي، وأبو اليسر محمد بن محمد النسفي، ومهدي بن محمد العلوي، وغيرهم.
وتتلمذ على يديه عدد كبير من العلماء وطلبة العلم منهم ولده أبو الليث أحمد بن عمر، وبرهان الدين المرغيناني علي ابن أبي بكر بن عبد الجليل شيخ الإسلام صاحب كتاب «الهداية» في الفقه الحنفي وغيرهم.
بلغ النسفي منزلة عالية في العلوم والفنون المتنوعة. ويدل على ذلك ما سطره المترجمون له من الثناء عليه والإشادة بعلمه وفضله وزهده فقد ذكروا أنه كان فاضلاً زاهداً فقيهاً مفسراً عارفاً بالمذهب والأدب، وإماماً مبرزاً متفنناً كثير التصنيف والتأليف في مختلف أنواع العلوم والفنون، وكان له شعر على طريقة الفقهاء والحكماء.
ومن أشهر ما قدمه النسفي «العقيدة النسفية» التي شرحها سعد الدين التفتازاني في مؤلف مستقل تنبيهاً على أهمية هذا المؤلف الذي يقدم أصولاً عقدية وفصولاً تسهم في رسوخ الدين ووقايته من الشبه والفتن التي تعصف بالمؤمنين، إذ قدم التفتازاني شرحاً يفصل مجملات العقيدة النسفية ويبين معضلاتها مع توضيح للمكنونات والمقاصد العقدية، وتحقيق للمسائل وتدقيق للدلائل وتحريرها، وشرح الفوائد من دون إطالة وإسهاب ممل أو إخلال.
ومع هذه المنزلة الرفيعة في العلم فقد اتهم بأن له بعض الأوهام في مصنفاته الحديثية؛ فقد قال السمعاني عنه بعد أن أشاد بعلمه وفضله ـ على ما ذكره الداوودي في طبقاته وغيره ـ: «وأما مجموعاته في الحديث فطالعت منها الكثير وتصفحتها، فرأيت فيها من الخطأ وتغيير الأسماء وإسقاط بعضها شيئاً كثيراً… وكان ممن أحب الحديث وطلبه، ولم يرزق فهمه».

## كتبه
خلّف الإمام النسفي مصنفات كثيرة حتى قيل: إنها بلغت المئة، منها:
«القند في ذكر علماء سمرقند» وذكر فيه تراجم لأكثر من ألف عالم من علماء سمرقند، والكتاب مطبوع محققا ويسمي أيضا «القند في تاريخ سمرقند» ويعتبر مرجعا ومصدرا لما كتبه أكابر أهل التراجم والسير مثل الذهبي وابن حجر وغيرهما 
«الأكمل الأطول» في التفسير في أربعة أجزاء، و«التيسير في التفسير»، و«طِلبْة الطلبة» في الاصطلاحات الفقهية على مذهب ألفاظ كتب الحنفية، و«العقائد النسفية» في علم التوحيد، و«نظم الجامع الصغير» في فقه الحنفية وله مؤلف فريد وهو منظومة الخلاف ألفها من أكثر من 2500 بيتا، بدأ بأقوال أبي حنيفة ثم أقوال أبي يوسف، ثم مالك بن أنس والشافعي، وغيرهما. وقد طُبع بعضها، ولايزال بعضها الآخر مخطوطاً، ومن أشهر كتبه المطبوعة والمحققة كتاب «العقائد» مع شرحه للشيخ سعد الدين التفتازاني (ت 792هـ) مع تخريج أحاديثه للمحدث جلال الدين السيوطي (ت 911هـ).

## وفاته
وبعد حياة حافلة بالنشاط والعلم وافاه الأجل بمدينة سمرقند في 12 جمادى الأولى عام 537 هـ، وله من العمر 76 سنة.

## للاستزادة
- ابن حجر العسقلاني، لسان الميزان (منشورات الأعلمي للمطبوعات، بيروت 1971م).
- إسماعيل باشا البغدادي، هدية العارفين أسماء المؤلفين وآثار المصنفين (دار إحياء التراث العربي، بيروت، د.ت).
- سعد الدين التفتازاني، شرح العقائد النسفية، تحقيق: أحمد حجازي السقا (مكتبة الكليات الأزهرية، القاهرة، د.ت).
- محمد بن علي الداوودي، طبقات المفسرين (دار الكتب العلمية، بيروت، د.ت).